# Polyalthia motleyana
Polyalthia motleyana este o specie de plante din genul Polyalthia, familia Annonaceae. A fost descrisă pentru prima dată de Joseph Dalton Hooker, și a primit numele actual de la Airy Shaw. Conține o singură subspecie: P. m. motleyana.